# Arash Saeidi
Arash Saeidi, né le 25 mai 1975 à Téhéran (Iran), est un chef d'entreprise, restaurateur et homme politique français.

## Situation personnelle

### Origines
Arash Saeidi Akbarzadeh naît le 25 mai 1975 à Téhéran, en Iran. Sa famille quitte le pays à la suite de la révolution islamique de 1979 et émigre en France alors qu'il a cinq ans,.

### Formation
De 1990 à 1993, Arash Saeidi est élève au lycée Henri-Bergson d'Angers. Il étudie ensuite le droit à Lille.

## Carrière

### Carrière professionnelle
Dans sa vie professionnelle, Arash Saeidi est chef d'entreprise et restaurateur à Angers,. Il est notamment le gérant du Bar du Centre, rue Saint-Laud,.

### Carrière politique
Arash Saeidi adhère au Parti socialiste (PS) en 2007. Membre de son aile gauche, il est décrit comme proche de Benoît Hamon, dont il est un temps le collaborateur parlementaire,. En 2018, il quitte d'ailleurs le PS pour rejoindre son nouveau mouvement, Génération.s,. L'année suivante, il figure en 21e position sur la liste de Génération.s aux élections européennes.
Pour les élections municipales de 2020 à Angers, il est partisan d'une union de la gauche dès le premier tour. Figurant en troisième position sur la liste EÉLV-G.s-PP-PCF conduite par Yves Aurégan,,, il est élu conseiller municipal le 15 mars 2020 et prend ses fonctions le 25 mai suivant,.
Le 7 mai 2021, il est annoncé comme la tête de liste départementale de l'alliance écologiste dans le Maine-et-Loire, pour les élections régionales dans les Pays de la Loire,. Sa liste recueille 22,56 % des suffrages exprimés au premier tour et 33,83 % au second et il est élu conseiller régional,.
En avril 2022, c'est lui qui représente Génération.s lors des négociations des accords de la Nouvelle Union populaire écologique et sociale (NUPES),,,. En mai 2022, il est déclaré candidat unique de cette alliance électorale dans la 1re circonscription du Maine-et-Loire.
Le 20 novembre 2022, il est élu co-coordinateur national de Génération·s,,. Dès lors, il est considéré comme l'un des chefs des principaux partis de la NUPES,,. Pour les élections européennes de 2024, il se montre partisan d'une liste unique de la NUPES,. En février 2024, il organise une consultation interne des militants de Génération·s sur la démarche à adopter en vue du scrutin. Trois choix leur sont proposés : alliance avec la liste de La France Insoumise (LFI), alliance avec la liste des Écologistes ou non-participation aux élections. Le 22 février, les résultats de la consultation (très favorables à l'alliance avec LFI) sont publiés sur le compte Twitter de Génération.s, mais ils sont aussitôt contestés par le parlement du mouvement, qui accuse Arash Saeidi de l'avoir organisé illégalement,. Ce dernier s'en défend, en affirmant s'être appuyé sur une disposition statutaire, mais il est néanmoins suspendu de ses fonctions. Il accuse Benoît Hamon d'être derrière son éviction et appelle à voter pour la liste de La France insoumise dès le 2 mars. Le 6 mars, il est annoncé en sixième position sur cette dernière, soit exactement la place qu'il aurait eu si la stratégie d'alliance avait été concluante,. Son élection est incertaine d'après les sondages. Il place au cœur de sa campagne la lutte contre le dumping social. Le 9 juin 2024, il est élu député européen.
Le 23 janvier 2025, alors que les eurodéputés adoptent à une large majorité une résolution soumise de manière transpartisane par plusieurs groupes politiques, exigeant la « libération immédiate et inconditionnelle » de l’écrivain franco-algérien Boualem Sansal, il vote contre la résolution d’urgence proposée par l’extrême droite. Cette résolution remettait en cause l’accord entre l’Europe et l’Algérie, ce qui n’a d'après les députés ayant voté contre pas sa place dans une telle résolution. Parmi les autres députés ayant voté contre, on compte notamment le groupe de la Gauche au Parlement européen (GUE/NGL) dont Rima Hassan, Mounir Satouri, Emma Fourreau et Anthony Smith,.

## Résultats électoraux

### Élections législatives
| Année | Parti | Parti | Circonscription       | 1er tour | 1er tour | 1er tour | 2d tour | 2d tour | 2d tour | Issue |
| Année | Parti | Parti | Circonscription       | Voix     | %        | Rang     | Voix    | %       | Rang    | Issue |
| ----- | ----- | ----- | --------------------- | -------- | -------- | -------- | ------- | ------- | ------- | ----- |
| 2022  |       | G·s   | 1re de Maine-et-Loire | 13 163   | 29,87    | 2e       | 18 207  | 44,48   | 2d      | Battu |

## =Locaux
- 15 mars 2020 - 24 juin 2024 : Conseiller municipal d'Angers (opposition, démission pour cause de cumul).
- Depuis le 27 juin 2021 : Conseiller régional des Pays de la Loire (opposition).

### Nationaux
- Depuis le 9 juin 2024 : Député européen.